# 100 Mile House
|                       | Jan   | Feb   | Mär  | Apr  | Mai  | Jun  | Jul  | Aug  | Sep  | Okt  | Nov  | Dez   |   |       |
| Mittl. Tagesmax. (°C) | −3,2  | 1,6   | 6,6  | 12,0 | 16,6 | 20,0 | 23,0 | 23,0 | 18,2 | 11,2 | 2,2  | −2,8  | ⌀ | 10,7  |
| Mittl. Tagesmin. (°C) | −13,5 | −10,1 | −6,2 | −2,1 | 2,0  | 5,6  | 7,4  | 6,5  | 2,5  | −1,6 | −6,7 | −12,5 | ⌀ | −2,4  |
|                       |       |       |      |      |      |      |      |      |      |      |      |       |   |       |
| Niederschlag (mm)     | 38,1  | 23,4  | 16,6 | 23,6 | 40,9 | 56,6 | 59,7 | 45,4 | 33,8 | 29,2 | 39,2 | 46,9  | Σ | 453,4 |

| −13,5 |

| −10,1 |

| −6,2 |

| −2,1 |

| 2,0 |

| 5,6 |

| 7,4 |

| 6,5 |

| 2,5 |

| −1,6 |

| −6,7 |

| −12,5 |

| −13,5 |

| −10,1 |

| −6,2 |

| −2,1 |

| 2,0 |

| 5,6 |

| 7,4 |

| 6,5 |

| 2,5 |

| −1,6 |

| −6,7 |

| −12,5 |

100 Mile House (oder One Hundred Mile House) ist eine Gemeinde im Cariboo District auf dem Interior Plateau in British Columbia, Kanada.
Der Ort wurde 1862 während des Goldrausches unter dem Namen Bridge Creek House als Rastplatz zwischen Kamloops und Fort Alexandria gegründet. Der heutige Name deutet auf die Entfernung auf der Cariboo Road (auch Cariboo Wagon Road oder Great North Road genannt) nach Lillooet (Meile 0) hin. Dieser Weg entstand infolge des Cariboo-Goldrauschs. 1930 hatte der Ort zwölf Einwohner und bestand aus einem Rasthaus, einem General Store, einer Post, einer Telegrafenstation und einem Kraftwerk.
Obwohl der Ort heutzutage sehr klein ist, ist er ein bedeutendes Forstwirtschafts- und Tourismuszentrum in der Region. Viele Seen laden zum Bootfahren, zur Vogelbeobachtung und zum Angeln ein. Die wichtigsten sind der Lac La Hache, der Canim Lake, der Horse Lake, der Green Lake und der Bridge Lake. Außerdem ist 100 Mile House ein Zentrum des Wintersports. Der Ort bezeichnet sich selber als Internationale Hauptstadt des Nordischen Skisports.

## Demographie
Die letzte offizielle Volkszählung, der Census 2016, ergab für die Gemeinde eine Bevölkerungszahl von 1.980 Einwohnern, nachdem der Zensus im Jahr 2011 für die Gemeinde noch eine Bevölkerungszahl von 1.886 Einwohnern ergab. Die Bevölkerung hat dabei im Vergleich zum letzten Zensus im Jahr 2011 um 5,0 % zugenommen und liegt damit nahe am Provinzdurchschnitt mit einer Bevölkerungszunahme in British Columbia um 5,6 %. Im Zensuszeitraum 2006 bis 2011 hatte die Einwohnerzahl in der Gemeinde, weit unterdurchschnittlich, nur um 0,1 % zugenommen, während sie im Provinzdurchschnitt um 7,0 % zunahm.
Für den Zensus 2016 wurde für die Gemeinde ein Medianalter von 51,5 Jahren ermittelt. Das Medianalter der Provinz lag 2016 bei nur 43,0 Jahren. Das Durchschnittsalter lag bei 47,5 Jahren, bzw. bei 42,3 Jahren in der Provinz.
Zum Zensus 2011 wurde für die Gemeinde noch ein Medianalter von 45,9 Jahren ermittelt. Das Medianalter der Provinz lag 2011 bei nur 41,9 Jahren.

## Verkehr
Der Highway 97 durchquert die Gemeinde und am westlichen Ortschaftrand liegt ein kleiner Lokalflugplatz. Der örtliche Flughafen 100 Mile House (IATA-Code: -, ICAO-Code: -, Transport Canada Identifier: CAV3) hat nur eine asphaltierte Start- und Landebahn von nur 671 m Länge.
Ein örtlicher/regionaler öffentlicher Personennahverkehr mit zwei Buslinien wird durch BC Transit in Kooperation angeboten.

## Persönlichkeiten

### Geboren in 100 Mile House
- Sandy Moger (* 1969), Eishockeyspieler

### Personen mit Beziehung zur Stadt
- Martin Cecil, 7. Marquess of Exeter (1909–1988), englisch-kanadischer Peer, Viehzüchter und Religionsführer der hier eine Farm hatte